# Fiasco (novela)
Fiasco es la última obra de ciencia ficción del autor polaco Stanisław Lem. Es una novela escrita  en 1986 y publicada en 1987.
En la época en que se iba de Polonia por la ley marcial, Lem escribió esta obra por encargo de la editorial alemana S. Fischer. Más tarde, el autor diría que había sido esa la única ocasión en que aceptase un encargo por parte de una editorial y un anticipo por algo que aún no hubiera escrito.
En España, fue publicada en catalán por Laia en 1988 y en castellano por Alianza Editorial en 1991 .
En esta obra, el lector se encuentra ante una novela de culto para la mayoría de los aficionados a la obra de Lem. Fiasco es considerada la obra cumbre de un maestro, síntesis de gran parte de su pensamiento. Raya en los asuntos más profundos de una filosofía existencialista y de la moral humana. Todos estos son temas que ya había explorado Lem en algunas de sus obras de ciencia ficción, como Solaris, El Invencible, Edén, La voz de su amo y Retorno de las Estrellas, y en Fiasco se ven reunidos en una historia madura, dotada de una sólida estructura y poseedora del reconocido vigor literario de Lem.

## Sinopsis
En una base de Titán, satélite de Saturno, Parvis, joven piloto astronauta, se monta en un zancudo, vehículo similar a un meca, y parte en busca de un grupo desaparecido del que formaba parte el famoso piloto Pirx. Parvis se aventura en la peligrosa región de los criovolcanes de Titán, que es donde se perdieron los integrantes de la expedición, y sufre él mismo un accidente. Incapaz de salir para ponerse a salvo, se hiberna empleando un dispositivo criogénico incorporado en el vehículo.   
Más de un siglo después, la sociedad humana se ha unificado y vive en paz. Se cree que hay una civilización en un planeta de una estrella lejana, y se está construyendo en la órbita de Titán una nave espacial que habrá de partir hacia ese planeta. Durante los preparativos del proyecto, se procede a despejar la región de los criovolcanes, y, durante ese trabajo, se encuentran los cuerpos helados de los integrantes de la expedición y el de Parvis. Los cuerpos son llevados a bordo para revivirlos durante el viaje en caso de que sea posible. Pero después se ve que sólo es altamente viable revivir a uno, o más bien el resultado de la unión de partes del cuerpo de varios. El número de cuerpos cuyas partes serán integrantes del nuevo se reduce a dos, cuyos apellidos comienzan por la letra pe en ambos casos. El revivido parece presentar amnesia, de manera que no se sabe si la cabeza corresponde a Pirx o a Parvis. En cualquier caso, él decide adoptar el nombre de Tempe.          
La nave espacial, bautizada como Eurydika (Eurídice), viaja hasta un agujero negro cercano a la estrella Beta de la Harpía para llevar a cabo maniobras destinadas a minimizar los efectos de la dilatación del tiempo. Antes de hallarse cerca del horizonte de sucesos, la Eurydika lanza la pequeña nave de exploración Hermes (bautizada como el dios griego), que se dirigirá hacia Beta de la Harpía. 
Ya cerca del planeta al que han llamado Quinta, que es el que presenta señales de vida inteligente, la tripulación del Hermes intenta entrar en contacto con sus habitantes, quienes, en contra de lo esperado, no tienen intención de establecer comunicación. La tripulación de la nave exploradora entiende que en ese mundo hay una suerte de guerra fría que, entre otras cosas, condiciona el desarrollo industrial. Para forzar el contacto, se decide causar un fenómeno que no puedan ocultar los gobiernos del planeta: la implosión de su satélite natural. Para tal efecto, se mandan proyectiles, y algunos de ellos son destruidos por otros que mandan los quintanos, de manera que se impide la simetría del conjunto de impactos, varios fragmentos del satélite salen despedidos y unos cuantos alcanzan la superficie del planeta. A pesar de ello, los quintanos siguen sin aceptar el contacto. Entonces, el Hermes emplea un dispositivo que proyecta una especie de película de dibujos animados en las nubes del planeta. Por fin, los quintanos establecen contacto y se prepara el encuentro. Como la tripulación del Hermes no se fía de ellos, envía una pequeña réplica de la nave, que es destruida poco después de su aterrizaje. Alrededor del planeta hay un anillo de hielo, y los terrestres recurren al mismo dispositivo proyector para romper una parte del anillo mediante rayos láser y lanzar varios fragmentos de hielo al planeta.   
Los quintanos son obligados de esa manera a recibir a un embajador terrestre, que será Tempe, y se les advierte que se empleará el dispositivo para destruir el planeta en caso de que se interrumpa la comunicación del emisario con la nave exploradora. Al llegar a la superficie del mundo desconocido, Tempe ve que nadie hay esperándolo. Examina una estructura peculiar que hay en las inmediaciones del sitio donde se ha posado el vehículo de aterrizaje y después explora la zona. Encuentra un pequeño montículo de extraño aspecto y comienza a excavar en él con una pequeña pala. Se da cuenta entonces de que ha olvidado mandar señal al Hermes durante todo ese tiempo.
Mientras sucumbe el planeta a manos de quienes habían sido encargados de establecer el contacto, Tempe se da cuenta de que los habitantes inteligentes del planeta son precisamente los montículos, pero ya no podrá dar cuenta del hallazgo a sus compañeros.

## Sobre la historia
El relato principal gira en torno a uno de los proyectos más importantes de la historia humana: la posibilidad de entablar por primera vez contacto con una civilización alienígena. Lem describe brevemente los esfuerzos que en un hipotético siglo XXII hacen los gobiernos de la Tierra para adelantar el proyecto y enviar a millones de kilómetros lejos del sistema solar una nave de considerables proporciones llamada Eurídice con la misión de entablar contacto e intercambiar conocimientos. Las peripecias del viaje son contadas con vigoroso entusiasmo y mezcladas hábilmente con las teorías e hipótesis que formulan los científicos de la Tierra y los tripulantes de la nave acerca de los seres a cuyo mundo se dirigen, de los que nada saben y de cuya presencia en un planeta que han llamado Quinta Harpyiae, como a su estrella, ni siquiera tienen la certeza.
Las tecnologías titánicas que describe Lem como uno de los avances de la ciencia terrestre son asombrosas: el hombre, en la visión de Lem, ha alcanzado la capacidad de manipular el tiempo, el espacio y la gravedad, y domina técnicas de "astroingeniería"; entre los adelantos médicos, ha logrado la prolongación de la vida; sin embargo, pese a esa condición de semidioses, resulta notable que al final de la novela tales capacidades tecnológicas no hayan servido de mucho, pues no ayudan a los expedicionarios a enfrentarse con la imposibilidad de comprender a los alienígenas.
Como es típico en Lem, los lectores llegan a saber de estos seres extraterrestres lo mismo que los tripulantes de la nave: nada. Lo que le interesa destacar al autor es la total incapacidad de los seres humanos para comprender la psicología de los quintanos, de aceptar que su presencia no es bienvenida en ese planeta y que los habitantes de Quinta tienen otros problemas quizá más urgentes que atender antes que preocuparse de la presencia de los terrestres, entes que les traen sin cuidado.
Ante esto, la descripción de las situaciones que llevan al trágico y doloroso desenlace dejan la sensación de que si ocurriera en la realidad lo que cuenta Lem en esta novela, las cosas bien podrían transcurrir justo de esa manera. Se puede inferir una visión de la humanidad según la cual los humanos sencillamente son arrogantes por naturaleza y tan capaces de crear vida y belleza como de sembrar muerte y destrucción, lo que hace angustiante la visión que presenta Lem de la humanidad. Pero debe destacarse que ésta no es una visión sin fundamentos: Lem logra recrear particularmente bien los procesos psicológicos y sociales extremos que conducen a la cadena de trágicas decisiones, mostrando la factibilidad de tales comportamientos de intolerancia en los seres humanos. Lem es pesimista incluso respecto a la intervención de intelectos artificiales en tales circunstancias, al poner como navegante e integrante de la tripulación una inteligencia artificial que, pese a seguir un camino de deducción lógico impecable en sus argumentos, aparenta ser sólo una extensión de lo que los seres humanos esperan de ella y un reflejo de sus expectativas, y demuestra ser nada más que una mera extrapolación superveloz de lo que son los humanos, al haber sido hecha por seres humanos y para interactuar con seres humanos. Este trato choca de frente con el optimismo de autores como Arthur C. Clarke, que en algunas de sus obras pone a las computadoras como sabios benévolos e "intérpretes" entre el hombre común y extraterrestres de inteligencia superior, debido a la naturaleza y a las capacidades de un intelecto artificial que se da por supuesto que son superiores.
Fiasco es como la crónica de una tragedia anunciada: luego de finalmente encontrar a otra especie inteligente e invertir recursos físicos y mentales que son literalmente colosales y que quizás nunca podrán repetirse (e.g. propulsar la Eurídice a Quinta Harpyiae implicó el pillaje y casi destrucción de Titán, la humanidad, representada por la tripulación, se ve enfrentada a una especie literalmente indescifrable que no sólo no tiene el más mínimo interés en establecer contacto con ellos, sino que incluso los usa como peones involuntarios en una guerra suicidaría, interminable y sin cuartel entre facciones desconocidas y por motivos nunca explicados. El peso de la decepción y del pretendido abuso del que son objeto lleva a la tripulación a tomar su decisión desencadenante: si los quintanos no quieren hablarles, les forzarán a que lo hagan. ¿Y qué otra manera más efectiva de forzar a alguien a hablar conoce la humanidad que la amenaza y la violencia "controladas"?
De este tratamiento narrativo procede el balance pesimista que se le imputa a esta obra y en general a las intenciones de Lem al escribirla. Debe recordarse que, si bien se trata de una obra de ficción, no hace más que reflejar con implacable fidelidad una parábola de lo que ocurre en el mundo contemporáneo; por eso es lícito advertir que, para quien quiera escapar a una literatura en la que se recree un mundo ficticio de felicidad donde todo salga bien y todo esté bajo control, Fiasco no es una novela apropiada. En ella, se ponen a prueba la capacidad de aguante del lector, su ética y también su humanidad, que, pese a quedar hecha añicos al final, sirve para generar una seria reflexión sobre la existencia humana. Se trata, pues, de una novela cuyo objetivo es inquietar sobre la propia existencia. Podría observarse que si el objetivo de la literatura no es generar este tipo de reflexiones, entonces, ¿cuál es su objetivo?

## El anuncio de un fiasco
Esta novela es la cuarta de Lem en su pesimista serie sobre el primer contacto con culturas extraterrestres; las anteriores son, por orden, Edén (1959), Solaris (1961) y El Invencible (1964). Trata de la paradoja de Fermi y del concepto de alteridad. 
En Fiasco, el lector se encuentra desde el principio enfrentado con el anuncio de un total fracaso, tal y como anuncia el título. Quienes ya conocen la obra de este autor en su faceta alejada de la comicidad saben lo que les espera: ambientes psicológicamente angustiantes, incertidumbres insalvables e impotencia ante las maravillas enigmáticas del universo. Todo esto es acompañado de la limpieza y de la sencillez de un lenguaje que no hace gala de artificios ni de subterfugios para plantear situaciones asombrosas con toda la verosimilitud de un maestro en el arte narrativo. 
Lem recurre en Fiasco a su ya clásico escenario: el espacio sideral, naves interplanetarias, astronautas y científicos espaciales, elementos que ya había empleado en Edén, en Solaris, en El invencible, en los Relatos del piloto Pirx y en otras obras. En Fiasco, presenta una ficción de la que se infieren importantes implicaciones de la trama para el ficticio futuro de la historia humana. Si bien la novela concluye dejando cabos sueltos, el lector puede sospechar que algo definitivo pasará en la Tierra con los seres humanos luego de aquellos sucesos narrados por Lem.
El anunciado fiasco es un elemento que llena la novela de una sensación inquietante para el lector, creando la atmósfera del potencial descalabro en los eventos descritos. A través del avance por las páginas del libro, Lem diseña con gran precisión lo que podría denominarse un cataclismo de emociones - pero no sólo de emociones, porque las escenas presentadas por Lem son literalmente cataclismos de escala astronómica -, logrando con ello descripciones emotivas y verosímiles que tocan la cima del arte narrativo

## Las obras de Stanisław Lem yFiasco
Las más conocidas obras de ficción escritas por Lem tratan de estrepitosos fracasos del hombre en el espacio, desde Edén hasta la propia Fiasco, pasando por su más reconocida obra: Solaris. Lem se empeña en mostrar los límites del conocimiento humano, pone en tela de juicio muchos de los presupuestos culturales de las sociedades capitalistas contemporáneas, derribando presunciones y denotando la inconsistencia de la realidad. Esta intención del autor consistente en criticar y desvelar prejuicios epistemológicos ha llevado a que algunos sectores de la crítica literaria lo consideren, más que escritor de ciencia ficción dura, un filósofo del conocimiento. Podría decirse que Lem optó en su obra por hacer filosofía mediante la ciencia ficción.
Después de Fiasco, Lem dejó de escribir ciencia ficción, decidió apartarse de todo lo que llamaría luego la «fantasía de la literatura» y se dedicó enteramente a la actividad ensayística, ya no como autor de ficciones. Esta última faceta como ensayista y filósofo no es muy conocida en nuestro idioma, ya que no se han traducido al español algunas de sus obras ajenas a la ficción más destacadas, como es el caso de Summa Technologiae. En Hispanoamérica se le reconoce más como autor de ciencia ficción que como científico y filósofo, lo cual, probablemente, ha conducido a que las casas editoriales no hayan tenido interés en editar sus obras científicas.
En 2005 se culminó la traducción al español de una obra intermedia entre el ensayo filosófico y la ficción, una de las obras de metaficción más polémicas del escritor: Provocación (Prowokacja, 1984), publicada por la Editorial Funambulista luego de 15 años de ser escrita por el autor en su idioma original. En ese texto, Lem articula una ficción ensayística con acontecimientos verdaderos relacionados con el holocausto nazi, lo que le da pie para elaborar una crítica lúcida y demoledora sobre la sociedad capitalista contemporánea.
Fiasco marca en 1986 el cierre con broche de oro de un gran escritor en el campo por el cual se hizo mundialmente famoso: la ciencia ficción dura. Algunos lectores de la novela afirman que se trata de una obra cruel, excesiva y en extremo pesimista, principalmente debido a su amargo desenlace; no obstante, puede afirmarse que la estructura interna de la narración es sólida y verosímil: desde el propio título de la novela se muestra la inevitabilidad de su enfoque.
Es de resaltar que a lo largo de la novela existe una permanente incertidumbre por la suerte de uno de sus personajes principales, uno que ya había aparecido en otras obras de Lem y que es demasiado apreciado por sus lectores fieles: el piloto Pirx. Su suerte a lo largo del relato es incierta, y al final del libro queda una desazón notable sobre el destino de este personaje, sin que además se sepa si se trata de él o no.

## Reconocimiento
La novela fue propuesta como candidata para la edición de 1988 del Premio Arthur C. Clarke.